# Gustav Nottebohm
Martin Gustav Nottebohm (ur. 12 listopada 1817 w Lüdenscheid, zm. 29 października 1882 w Grazu) – niemiecki muzykolog i kompozytor.

## Życiorys
W latach 1838–1839 studiował w Berlinie u Siegfrieda Dehna i Ludwiga Bergera. Od 1840 do 1845 roku był uczniem Felixa Mendelssohna i Roberta Schumanna w Lipsku. W 1846 roku wyjechał do Wiednia, gdzie został uczniem Simona Sechtera, a następnie działał jako nauczyciel muzyki. Od 1864 do 1865 roku był archiwistą Gesellschaft der Musikfreunde. Przyjaźnił się z Robertem Schumannem, Robertem Volkmannem i Johannesem Brahmsem, z którymi wymieniał korespondencję.
Prowadził systematyczne badania nad twórczością Ludwiga van Beethovena, których wyniki ogłosił w kilku książkach. Przygotował katalog tematyczny jego kompozycji (1868) i współpracował przy wydaniu krytycznym L. van Beethoven Werke (Lipsk 1862–1865). Prowadził także studia nad szkicownikami Beethovena. Ponadto zajmował się badaniami nad twórczością W.A. Mozarta, opracował też katalog tematyczny dzieł Franza Schuberta (1874).

## Ważniejsze prace
(na podstawie materiałów źródłowych)
- Ein Skizzenbuch von Beethoven (Lipsk 1865, wyd. 2. 1924)
- Thematisches Verzeichniss der im Druck erschienenen Werke von Ludwig van Beethoven (wyd. 2. Lipsk 1868, reprint 1969)
- Beethoveniana (Lipsk 1872, wyd. 2. 1925)
- Beethovens Studien (Lipsk 1873)
- Thematisches Verzeichniss der im Druck erschienenen Werke von Franz Schubert (Wiedeń 1874)
- Mozartiana (Lipsk 1880)
- Zweite Beethoveniana, red. Eusebius Mandyczewski (Lipsk 1887, wyd. 2. 1925)